# Candona ikpikpukensis
Candona ikpikpukensis är en kräftdjursart som först beskrevs av Sawin 1963.  Candona ikpikpukensis ingår i släktet Candona och familjen Candonidae. Inga underarter finns listade.